# Jastrzębia Turnia (Dolina Kobylańska)

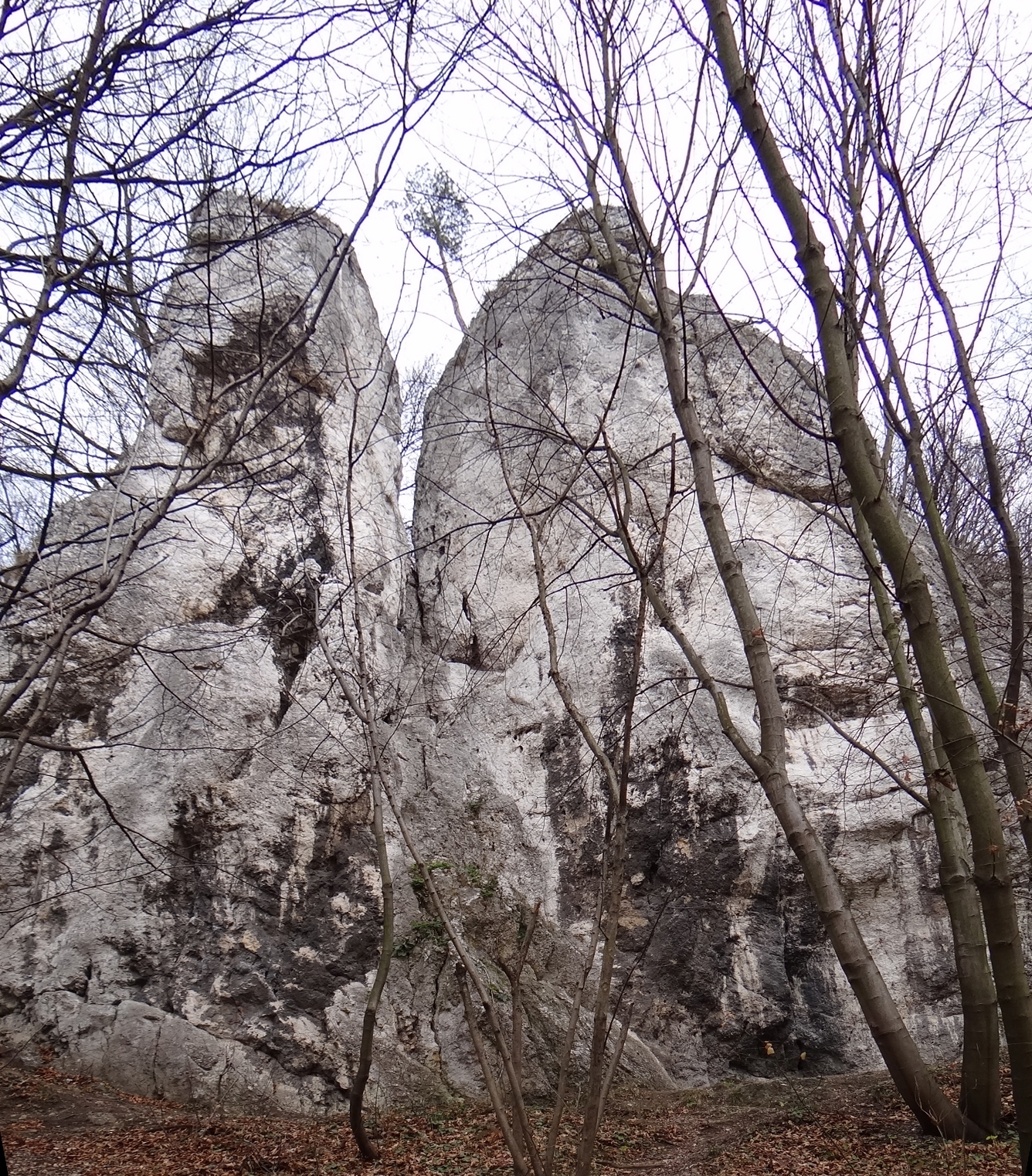
Jastrzębia Grań i Szeroka Turnia od południa

Jastrzębia Turnia – turnia na Wzgórzu Dumań w Dolinie Kobylańskiej na Wyżynie Olkuskiej, w miejscowości Karniowice, w gminie Zabierzów, powiecie krakowskim, województwie małopolskim. Znajduje się w górnej, północnej części orograficznie lewych zboczy doliny, pomiędzy Pochyłą Granią i Szerokim Murem.
Dolina Kobylańska jest jednym z najbardziej popularnych terenów wspinaczki skalnej. Zbudowana z wapieni Jastrzębia Turnia znajduje się na stromym stoku w lesie, jest najniżej i najbardziej na południe położoną ze skał Chorobliwej Grani. Od wyżej położonej Szerokiej Turni oddzielona jest tylko wąskim kominkiem. Ma wysokość 22–25 m i połogie, pionowe lub przewieszone ściany z filarem, zacięciem i kominem. Przez wspinaczy skalnych zaliczana jest do Grupy nad Źródełkiem i opisywana jako Jastrzębia Turnia I, Jastrzębia Turnia II. Na jej ścianach wspinacze poprowadzili 8 dróg wspinaczkowych o trudności III – VI.3+ w skali Kurtyki. Mają wystawę południową i południowo-zachodnią i zamontowane stałe punkty asekuracyjne: ringi (r) i stanowiska zjazdowe (st).
W Jastrzębiej Turni znajdują się jaskinie Księżycowa Dziura, Koleba pod Jastrzębią i Zakos w Jastrzębiej.

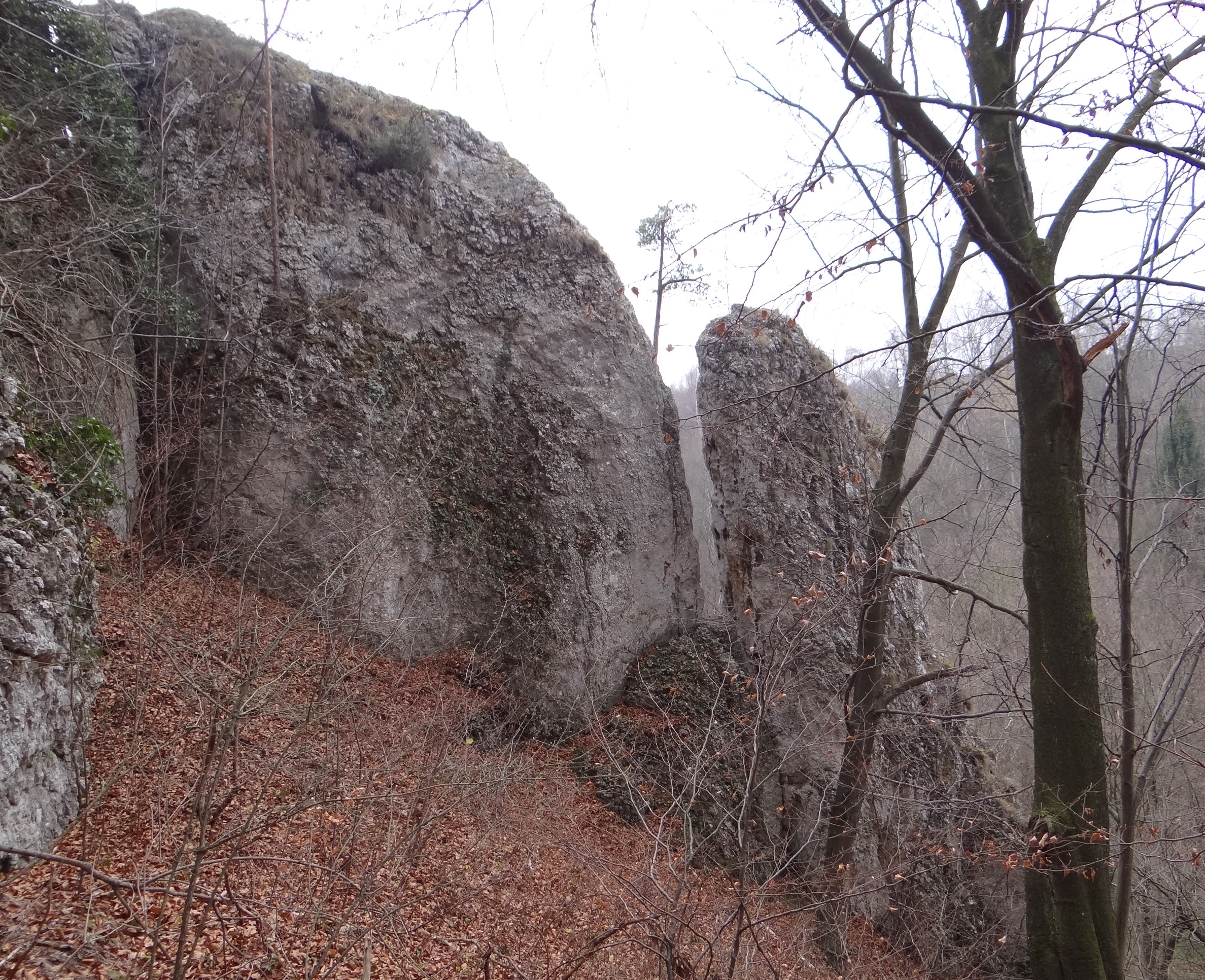
Szeroka Turnia i Jastrzębia Turnia od zachodu

## Drogi wspinaczkowe
Jastrzębia Turnia I
1. Jastrzębia załupa; V, 3r + st, 25 m
2. Z archiwum polskiego jazzu; VI.3+, 9r + st, 25 m
3. Jastrzębia; V-, 8r + st, 25 m

Jastrzębia Turnia II
1. Księżycowy kominek; III, 20 m
2. Ostateczny krach systemu korporacji; VI.3+, 7r + st, 25 m
3. Zimno i pada; VI.1+, 6r + st, 24 m
4. Jastrzębia rysa; VI.1, 24 m
5. Zaduszki; VI.1, 4r + st, 24 m[3].